# 卡蒂·科瓦莱宁
卡蒂·科瓦莱宁（芬蘭語：Kati Kovalainen，1975年1月24日—），芬兰女子冰球运动员，场上位置是前锋。她曾代表芬兰国家队参加2006年冬季奥林匹克运动会冰球比赛，获得第4名。